# バルビツール酸
バルビツール酸（バルビツールさん、英: barbituric acid)とは、ピリミジン構造を持つ複素環式化合物の一種で、別名をマロニル尿素 (malonylurea) と呼ばれる無色無臭の固体。熱水に溶ける。中枢神経系抑制作用が知られる一連のバルビツール酸系薬剤の親化合物にあたる。バルビツール酸自身には中枢神経系抑制作用の薬理活性は知られていない。

## 発見・合成
1864年、ドイツの化学者アドルフ・フォン・バイヤーはマロン酸と尿素を酸のもとで反応させて得られる生成物がバルビツール酸であることを見出した（下式）。
その後、マロン酸ジエチルが基質として用いられるようになった。
α炭素上の水素は反応性が高く、クネーフェナーゲル縮合などの炭素-炭素結合生成反応を容易に起こすことができる。
リボフラビンの合成に利用される。